# Фэйхи, Меган
Ме́ган Алекса́ндра Фэ́йхи (англ. Meghann Alexandra Fahy, МФА [ˈmɛɡən ˈfeɪhi]; род. 25 апреля 1990, Лонгмедоу, Массачусетс, США) — американская актриса театра, кино и телевидения. Наиболее известна по ролям в сериалах «С большой буквы» (2017—2021), «Белый лотос» (2022) и «Сирены» (2025), а также в фильме «Дроп» (2025).

## Биография
Родилась 25 апреля 1990 года в Лонгмедоу, штат Массачусетс, в семье Тэмми и Джона Фэйхи. Есть старший брат Джэй.
Окончила среднюю школу города Лонгмедоу в 2008 году.
Будучи начинающей актрисой, Фэйхи подрабатывала няней и официанткой в ресторане американской кухни «The Grey Dog» в Нью-Йорке.

## Карьера
В 2009 году дебютировала на экране в эпизодической роли в третьем сезоне сериала «Сплетница». В 2010 году сыграла студентку Ханну О'Коннор в мыльной опере «Одна жизнь, чтобы жить». В январе 2012 года вернулась к этой роли в двух эпизодах.
В 2011 году появилась в телефильме «Потерянный Валентин» и в эпизодической роли в сериале «Хорошая жена». После этого исполнила небольшие роли в сериалах «Необходимая жестокость», «Политиканы», «Пожарные Чикаго», «Закон и порядок: Специальный корпус», «Голубая кровь», «Хитрость», а также в фильме «Опасная игра Слоун».
В августе 2016 года Фэйхи получила одну из главных ролей в сериале Freeform «С большой буквы». Премьера сериала состоялась 11 июля 2017 года. В январе 2021 года телеканал Freeform продлил его на пятый, финальный сезон, премьера которого прошла в мае 2021 года.
В феврале 2022 года стало известно, что Фэйхи сыграет роль Дафни Салливан во втором сезоне сериала «Белый лотос». За эту роль она вместе с актёрским составом была удостоена премии Гильдии киноактёров США в номинации «Лучший актёрский состав в драматическом сериале», а также была номинирована на премию «Эмми» в номинации «Лучшая женская роль второго плана в драматическом телесериале». На пробах к первому сезону она претендовала на роль Рэйчел, но роль досталась Александре Даддарио.
В 2024 году появилась в мини-сериале «Идеальная пара» и комедийном фильме ужасов «Мой сосед — монстр». В 2025 году сыграла одну из главных ролей в сериале «Сирены», а также главную роль в фильме «Дроп».
В декабре 2024 года Фэйхи присоединилась к актёрскому составу в предстоящем сериале для стримингового сервиса Peacock «Хорошая дочь», где сыграет одну из главных ролей.

## Личная жизнь
С 2022 года состоит в отношениях с партнёром по второму сезону сериала «Белый лотос» Лео Вудаллом.

## Фильмография

### Кино
| Год  |     | Русское название    | Оригинальное название | Роль          |
| ---- | --- | ------------------- | --------------------- | ------------- |
| 2015 | ф   | Эти люди            | Those People          | Лондон        |
| 2015 | ф   | Похороны Бодхи      | Burning Bodhi         | Лорен         |
| 2015 | кор | —                   | Standardized          | Лиз           |
| 2016 | ф   | —                   | Our Time              | Джен          |
| 2016 | ф   | Опасная игра Слоун  | Miss Sloane           | Клара Томсон  |
| 2019 | кор | —                   | w4m                   | Марли         |
| 2024 | ф   | Мой сосед — монстр  | Your Monster          | Джеки Деннон  |
| 2025 | ф   | Перестройка (фильм) | Rebuilding            | Руби          |
| 2025 | ф   | —                   | The Unbreakable Boy   | Тереза        |
| 2025 | ф   | Дроп                | Drop                  | Вайолет Гейтс |
|      | ф   | —                   | Banquet               | Дженни        |

### Телевидение
| Год       |    | Русское название                    | Оригинальное название             | Роль                 |
| --------- | -- | ----------------------------------- | --------------------------------- | -------------------- |
| 2009      | с  | Сплетница                           | Gossip Girl                       | Девин                |
| 2011      | тф | Потерянный Валентин                 | The Lost Valentine                | Кэролайн в молодости |
| 2011      | с  | Хорошая жена                        | The Good Wife                     | Шелби Хейл           |
| 2011      | тф | Джорджтаун                          | Georgetown                        | Эрика Уоллес         |
| 2010—2012 | с  | Одна жизнь, чтобы жить              | One Life to Live                  | Ханна О'Коннор       |
| 2012      | с  | Необходимая жестокость              | Necessary Roughness               | Оливия ДиФлорио      |
| 2012      | с  | Политиканы                          | Political Animals                 | Джорджия Гиббонс     |
| 2012      | с  | Пожарные Чикаго                     | Chicago Fire                      | Ники Рутковски       |
| 2013      | с  | —                                   | It Could Be Worse                 | Джой                 |
| 2014      | с  | Закон и порядок: Специальный корпус | Law & Order: Special Victims Unit | Дженни Ашлер         |
| 2015      | с  | Шоу Гэффигана                       | The Jim Gaffigan Show             | Мария                |
| 2015      | с  | Голубая кровь                       | Blue Bloods                       | Лэйси Чамберс        |
| 2018      | с  | Хитрость                            | Deception                         | Алиша Дэвис          |
| 2019      | тф | Просто добавь романтики             | Just Add Romance                  | Карли Бенсон         |
| 2017—2021 | с  | С большой буквы                     | The Bold Type                     | Саттон Брэйди        |
| 2022      | с  | Белый лотос                         | The White Lotus                   | Дафни Салливан       |
| 2024      | с  | Идеальная пара                      | The Perfect Couple                | Мерритт Монако       |
| 2025      | с  | Сирены                              | Sirens                            | Девон ДеВитт         |
|           | с  | Хорошая дочь                        | The Good Daughter                 | Шарлотта Куинн       |

### Театр
| Год       | Русское название   | Оригинальное название | Роль          | Площадка             | Ист.   |
| --------- | ------------------ | --------------------- | ------------- | -------------------- | ------ |
| 2010—2011 | Недалеко от нормы  | Next to Normal        | Натали Гудман | Театр Бут            | [ 24 ] |
| 2015      | Потерянные девочки | Lost girls            | Пенни Лефевр  | Театр Люсиль Лортель | [ 25 ] |
| 2017      | Линда              | Linda                 | Стиви         | New York City Center | [ 26 ] |

## Награды и номинации
Полный список наград и номинаций на IMDb.
| Год  | Награда                        | Категория                                                     | Работа          | Результат |
| ---- | ------------------------------ | ------------------------------------------------------------- | --------------- | --------- |
| 2018 | Teen Choice Awards             | Choice Summer: Телеактриса                                    | С большой буквы | Номинация |
| 2023 | Прайм-таймовая премия «Эмми»   | Лучшую женскую роль второго плана в драматическом телесериале | Белый лотос     | Номинация |
| 2023 | Премия Гильдии киноактёров США | Лучший актёрский состав в драматическом сериале               | Белый лотос     | Победа    |